# Stipa carettei
Stipa carettei là một loài thực vật có hoa trong họ Hòa thảo. Loài này được Hauman miêu tả khoa học đầu tiên năm 1917.